# Rossillon
Rossillon – miejscowość i gmina we Francji, w regionie Owernia-Rodan-Alpy, w departamencie Ain.

## Demografia
Według danych na styczeń 2012 roku gminę zamieszkiwało 149 osób, a gęstość zaludnienia wynosiła 18,5 osób/km².

Populacja Rossillon w latach 1962–2008

## Galeria

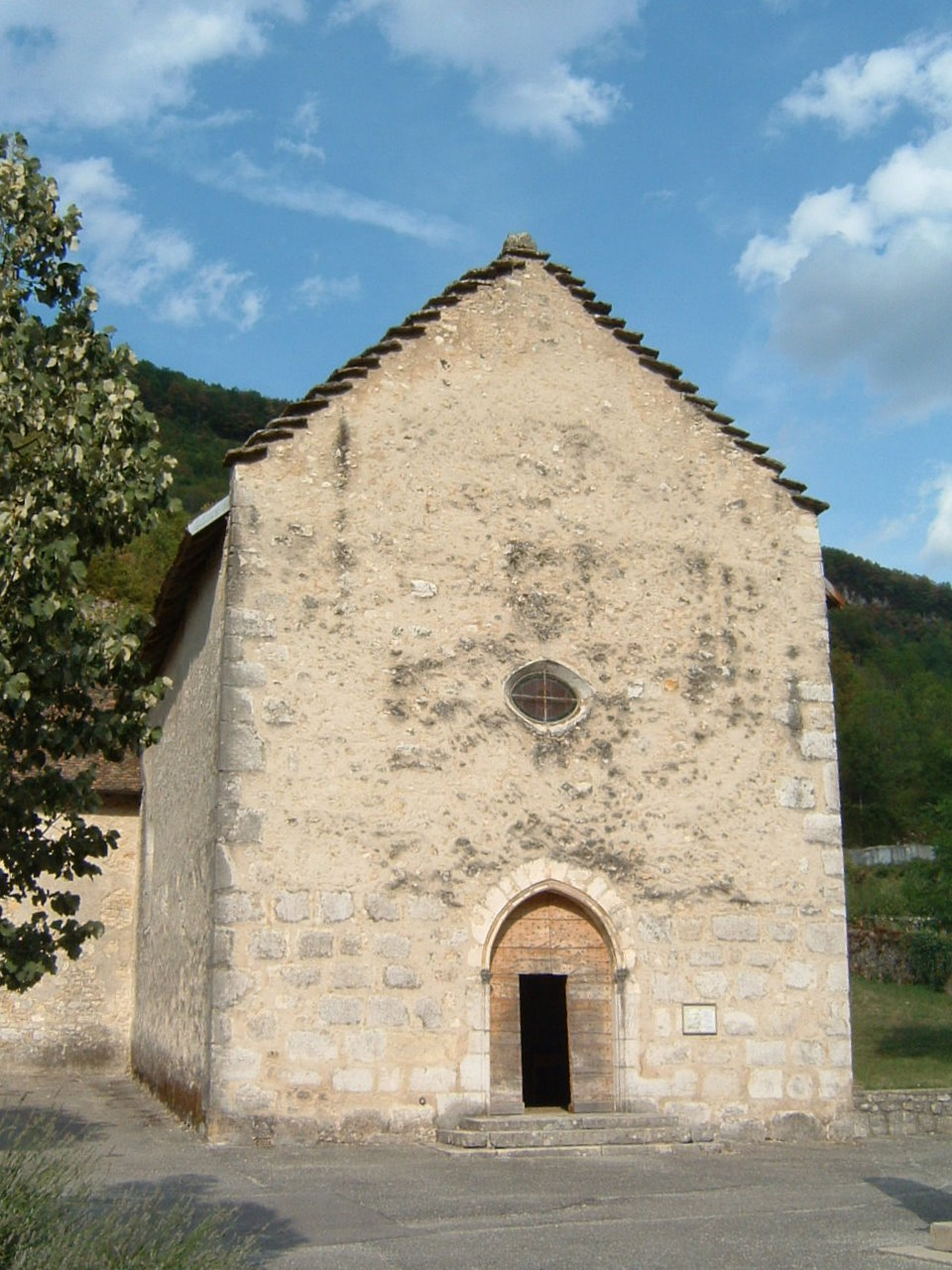
Zabytkowy kościół św. Piotra (2003)
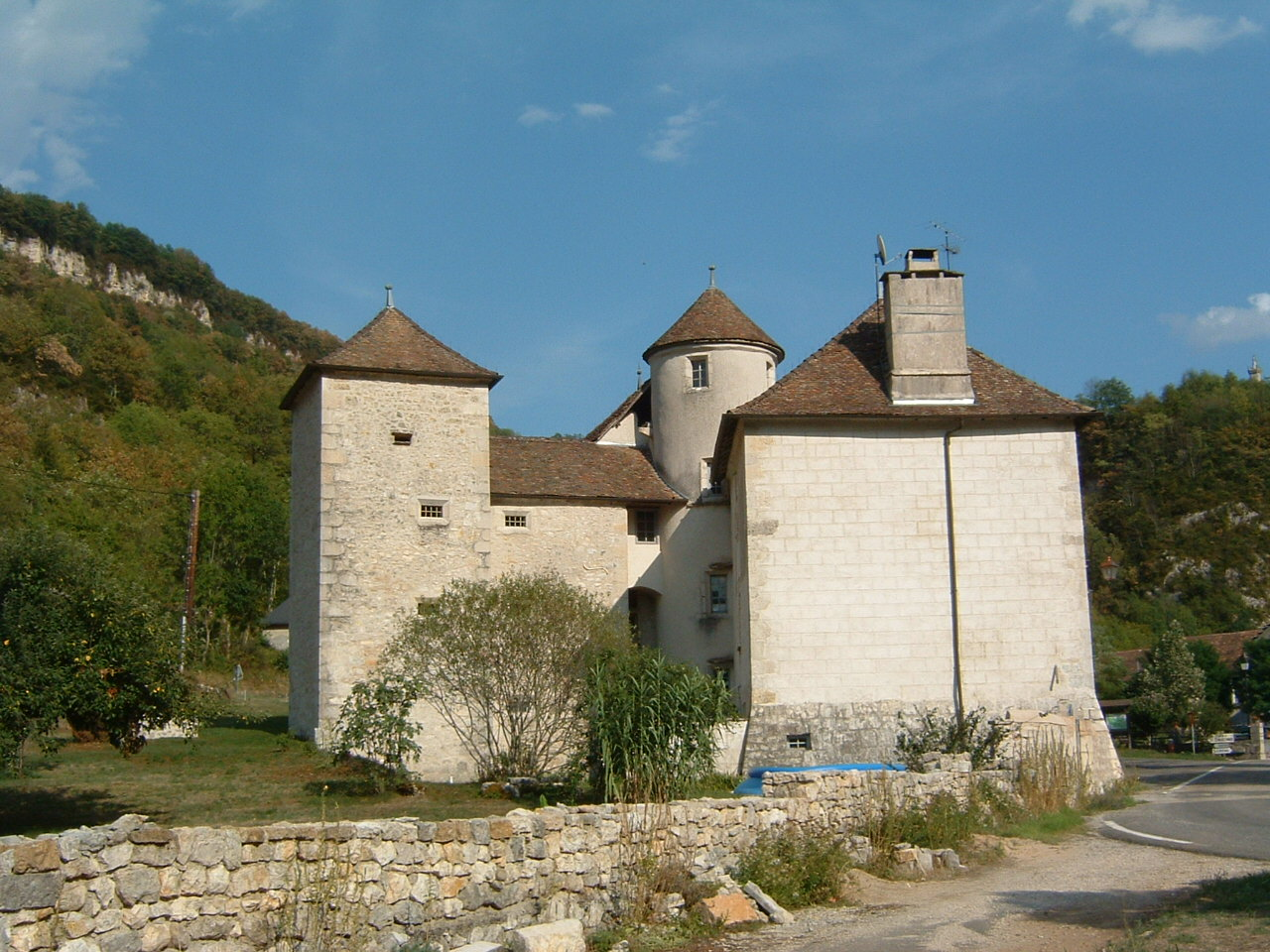
Zamek Rossillon (2003)
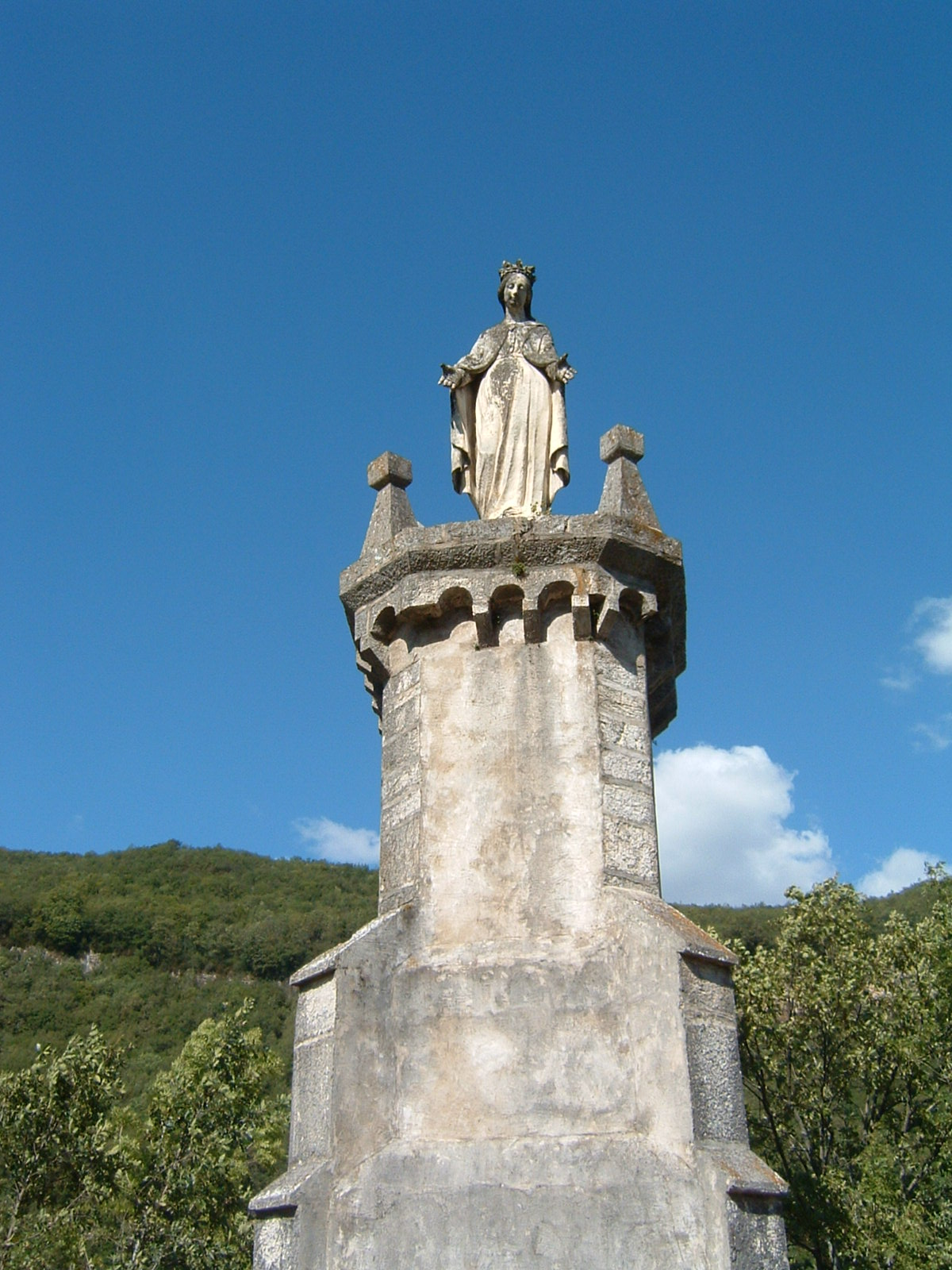
Statua Matki Bożej (2003)